# Ana Ida Alvares
Ana Margarida „Ida” Vieira Alvares (ur. 22 stycznia 1965 w São Paulo) – brazylijska siatkarka, medalistka igrzysk olimpijskich.

## Życiorys
Alvares była w składzie reprezentacji Brazylii podczas igrzysk w 1984, 1992 oraz 1996 roku, na których jej reprezentacja zdobyła brązowy medal. W 1994 roku została wraz z reprezentacją wicemistrzynią świata na turnieju rozgrywanym w swojej ojczyźnie. Srebrna medalistka pucharu świata w piłce siatkowej z 1995 i brązowa medalistka z 1999 roku. Serebrna medalistka igrzysk panamerykańskich z 1991. Zdobywczyni Grand Prix w 1994 roku oraz srebrna medalistka z 1995. Brązowa medalistka pucharu wielkich mistrzyń z 1997 roku.